# Saint-Laurent-la-Vallée
Saint-Laurent-la-Vallée település Franciaországban, Dordogne megyében. Lakosainak száma 235 fő (2022. január 1.). Saint-Laurent-la-Vallée Castelnaud-la-Chapelle, Saint-Cybranet, Daglan, Saint-Pompon, Doissat és Grives községekkel határos.

## Népesség
A település népessége az elmúlt években az alábbi módon változott:
| Lakosok száma | 316  | 238  | 258  | 258  | 265  | 265  | 247  | 236  | 236  | 235  |
|               | 1968 | 1982 | 1990 | 2006 | 2013 | 2015 | 2017 | 2019 | 2020 | 2022 |